# 米国婦人一致外国伝道協会
米国婦人一致外国伝道協会（べいこくふじんいっちがいこくでんどうきょうかい、The Woman's Union Missionary Society of American for Heathen Lands, 略称WUMS）は、アメリカ合衆国最初の女性の外国伝道のための団体である。
1810年に組織されたアメリカン・ボードは男性が運営し、男性宣教師を派遣していた。しかし、アジア地域の女性の伝道のために、女性宣教師が必要になってきた。
外国伝道に関心のあった社会福祉事業家セラ・P・ドリーマスは同志を募り、1861年に女性だけの外国伝道団体である、米国婦人一致外国伝道協会 (WUMS) を設立した。設立直後に南北戦争が勃発し、軍隊に行く男性に代わり、女性が教会を中心にグループを組織して、前線の兵士に物資を補給する活動を行った。これがアメリカで女性が社会的に発言力を増していくきっかけになり、WUMSの活動の追い風になった。
WUMSは、戦時中の厳しい中にありながら資金集めに奔走し、1861年11月に最初の女性をピルマに派遣し、ついで1683年にインド、1869年に中国に宣教師を派遣した。1871年6月には日本の横浜に宣教拠点を置くことになり、メアリー・プライン、ルイーズ・ピアソン、ジュリア・クロスビーの3人の女性宣教師を派遣した。これらの女性宣教師により横浜共立学園が設立された。
WUMSでは監督教会、長老教会、会衆派、オランダ改革派教会、メソジスト派、バプテスト派のプロテスタント主6教派の教会から女性教会員が個人の意思で参加した。その中には、女性雑誌編集者や奴隷解放運動家などの人物もいた。派遣される女性は独身女性に限り、未亡人や宣教師の娘などの独身女性を優先的に派遣した。